# Emil Brand
Emil Brand (* 29. Oktober 1881 in Regensburg; † 22. August 1941 in München) war ein deutscher Verwaltungsjurist und Präsident der bayerischen Verwaltung der staatlichen Schlösser, Gärten und Seen.

## Leben
Emil Brand absolvierte in den Jahren von 1900 bis 1904 ein Studium der Rechtswissenschaften an den Universitäten in Erlangen, Berlin, Kiel und Leipzig. Im Dezember 1907 legte er das Große juristische Staatsexamen ab und promovierte zum Dr. jur. Es folgte eine Beschäftigung als Rechtspraktikant und Akzessist bei der Regierung von Mittelfranken, bevor er zum Staatsministerium des Innern abgeordnet und später im Justitiariat der königlichen Hofverwaltung eingesetzt wurde. Für die Dauer von drei Jahren übte er die Funktion eines Bezirksamtmanns aus, bevor er im Juni 1913 Stabsassessor im Hofstaat wurde. Zum Staatsministerium der Finanzen berufen, wurde er zum 1. August 1934 mit der Leitung der Verwaltung der staatlichen Schlösser, Gärten und Seen beauftragt. 1935 wurde er deren Präsident.
Emil Brand verstarb im Amt.